# 콰이 강 공항
콰이 강 공항(영어: Khwai River Airport, IATA: KHW, ICAO: FBKR)은 보츠와나의 콰이강 유역에 위치한 공항이다.